# Hartisheik
Hartisheik – miasto w Etiopii, w regionie Somali.